# نفخة ستيل
نفخة ستيل هو ضرب شائع من وجيب عمل القلب الحميد أو البريء الذي لا يكون مقروناً بأي نوع من اضطراب القلب أو أي ظرف طبي آخر. رغم أنه شائع عند الأطفال بين سنتين وسبع سنوات إلا أنه قد يظهر في أي سن، إلا أنه نادر عند البالغين.
وصفه الطبيب جورج فريدريك ستيل في كتابه " Common Disorders and Diseases of Childhood " المنشور سنة 1909.

## العلامات والأعراض
يُكشَف عن نفخة ستيل بالتسمع بالسماعة. له ترنم ورنَّة نابضة فريدة. يسهل سماعُه على حافة القص الوسطى اليسرى أو السفلى، ينتشر غالباً إلى الشرايين السباتية، وإلى مواضع أخرى شائعة غيرها. الحنين يُسْمَع أعلى في الاستلقاء وقد لا يُسْمَع إلا في الاستلقاء.
يُمازُ نفخة ستيل عن الوجيب المرضي بترنمه وبغياب صوت الطقة والفرقعة الإضافية في وجيب القلب.
لم يقرن نفخة ستيل أبداً بأي ضرب من اضطراب القلب لذلك لا تقترن به أي أعراض.

## الأسباب
وُجُب القلب - جمع وجيب - أصواتُ يحدثها جريانُ الدم في بُنى القلب. موضع نفخة ستيل يقترح رنين الدم في مسيل خروج الدم في البطين وفي الأبهر، ويعضد ذلك الدراسات التي أظهرت أن الحنين فوق صمام الأبهر أشد منه فوق صمام شريان الرئة. ويُظن أن اهتزاز نفخة ستيل وترنمه سببه كُرُور - جمع كَرّ: حبل شراع السفينة - كاذبة " Chordae " في البطين الأيسر، وهي وجود طبيعي في البشر الصحيح، إلا أنه لم يُثبَت أية علاقة بينهما. توجد بعض الأدلة على أن الأبهر الصغير ذا ذروة سرعة التدفق العالية يقترن بنفخة ستيل، وهذا يناسب مفهوم الحنين على أنه ترنم.

## الفِراسة
يشخص نفخة ستيل بفحص المريض، عادة بالسماعة. الحنين له نبضان يبين في تخطيط أصوات القلب على أنه تواتر منتظم، رغم أن هذا الضرب من الفحص نادر الآن. فحوص أخرى تشمل تخطيط القلب كهربائياً وتخطيط صدى القلب قد تساعد في استبعاد الظروف الأخرى، خاصة إذا كان فحص البدن ليس مميزاً كلياً لنفخة ستيل.

## العلاج
لا يمثل نفخة ستيل أي نوع من اضطراب القلب ولا يشكل خطراً على الصحة، لذلك لا يلزم علاجه.

## علم الوباء
قد يحدث نفخة ستيل في ثلث الأطفال. هذا الضرب من الوجيب يكون في سن سنتين إلى سبع سنوات، لكنه قد يحدث في الأطفال الأصغر أو الأكبر. في أغلب الحالات فإن نفخة ستيل يظهر ويختفي في الطفولة ولكنه يأفل - يختفي - عند البلوغ.

## المآل
نفخة ستيل وجود غير ضار لا ينبئ بأي اضطراب طبي. في أغلب الحالات يأفل نفخة ستيل حوالي البلوغ من غير تدخل طبي.